# UFC on Fox: Lawler vs. Brown
UFC on Fox: Lawler vs. Brown  (ou UFC Fight Night: Lawler vs. Brown) foi um evento de artes marciais mistas promovido pelo Ultimate Fighting Championship, ocorrido em 26 de julho de 2014 no SAP Center em San Jose, Califórnia.

## Background
O evento principal foi a luta entre os meio-médios que perfilavam o topo da categoria, o ex-desafiante ao título Robbie Lawler e Matt Brown.
Era esperado que Viscardi Andrade enfrentasse o estreante no UFC, Andreas Stahl, porém uma lesão o tirou do card. Viscardi foi substituído pelo também estreante no UFC, o campeão mundial de jiu-jitsu, Gilbert Burns.
Michael Johnson iria enfrentar Josh Thomson no evento. Porém uma lesão o retirou da luta, sendo substituído por Bobby Green.

## Card Oficial
Nota 1 Ortega havia vencido por finalização no primeiro round. O resultado foi mudado para Sem Resultado após testar positivo para drostanolona no antidoping.

## Bônus da noite
- Luta da Noite:  Robbie Lawler vs.  Matt Brown
- Performance da Noite:  Anthony Johnson e  Dennis Bermudez